# جورج ادوین کوک
جورج ادوین کوک (انگلیسی: George Edwin Cooke؛ ۱۷ فوریهٔ ۱۸۸۳ – ۳ ژوئن ۱۹۶۹) یک بازیکن فوتبال اهل ایالات متحده آمریکا بود.